# Химена Ерера
Карла Химена Ерера Боулес (на испански: Carla Ximena Herrera Bowles) е боливийска актриса и певица, която живее и работи в Мексико.

## Биография
Родена е в Ла Пас, Боливия на 5 октомври, 1979. Работи и живее в Мексико. Учила е четири години маркетинг в Бостън, САЩ, но прекъсва заради актьорството. След това учи актьорско майсторство в школата на Телевиса. Играе е в театрални постановки в САЩ.

## Филмография
- Със същия поглед (Con esa misma mirada) (2025)
- Моят път е да те обичам (Mi camino es amarte) (2022/23) – Карен
- Без страх от истината (Sin miedo a la verdad) (2018) – Карлота
- Жените в черно (Mujeres de negro) (2016) – Катя Милан де Ломбардо
- До края на света (Hasta el fin del mundo) (2014) – Арасели Фернандес
- Господарят на небесата (El senor de los cielos) (2013/14) – Химена Летран
- Безчестия (Infames) (2012) – Сара/Долорес Медина
- La otra familia (2011)
- Нито с теб, нито без теб (Ni contigo, ni sin ti) (2011) – Исабела Ривас
- Момичето на моето сърце (Nina de mi corazon) (2010) – Мария Магдалена
- El Pantera (2009) – Росаура
- Глупачките не отиват на небето (Las tontas no van al cielo) (2008) – Росаура
- Volverte a ver (2008) – София Котрино
- Под юздите на любовта (Bajo las riendas del amor) (2007) – Марипас
- Битка на страсти (Duelо de pasiones) (2006) – Росита
- Мащехата (La madrastra) (2005) – Алма
- Corazones al limite (2004)

## Номинации
Номинирана е на наградите Premios Tu Mundo 2013 за най-добра главна женска роля в Господарят на небето.